# Kickxia membranacea
Kickxia membranacea är en grobladsväxtart som beskrevs av David A. Sutton. Kickxia membranacea ingår i släktet spjutsporrar, och familjen grobladsväxter. Inga underarter finns listade i Catalogue of Life.